# Диснейуорлд
Дисней Уорлд (англ. Disney World), официальное название — «Всемирный центр отдыха Уолта Диснея» (англ. Walt Disney World Resort) — самый большой по площади и самый посещаемый центр развлечений в мире, покрывающий площадь примерно в 100 км². В его составе: четыре тематических парка (Волшебное Королевство; Hollywood Studios; Animal Kingdom; Epcot), два аквапарка, 24 тематических отеля, многочисленные магазины, кафе, рестораны и места развлечений. Принадлежит компании Walt Disney Parks and Resorts — подразделению компании The Walt Disney Company. Расположен к юго-западу от города Орландо в штате Флорида, США.
Парк открылся 1 октября 1971 года и состоял только из тематического парка «Волшебное Королевство». Затем был открыт Epcot (1 октября 1982 года), Диснеевские голливудские студии (1 мая 1989 года) и Царство животных Диснея (22 апреля 1998 года). Сооружение Диснейуорлда превратило Орландо из малозаметного посёлка в процветающий туристический центр.

## История и развитие

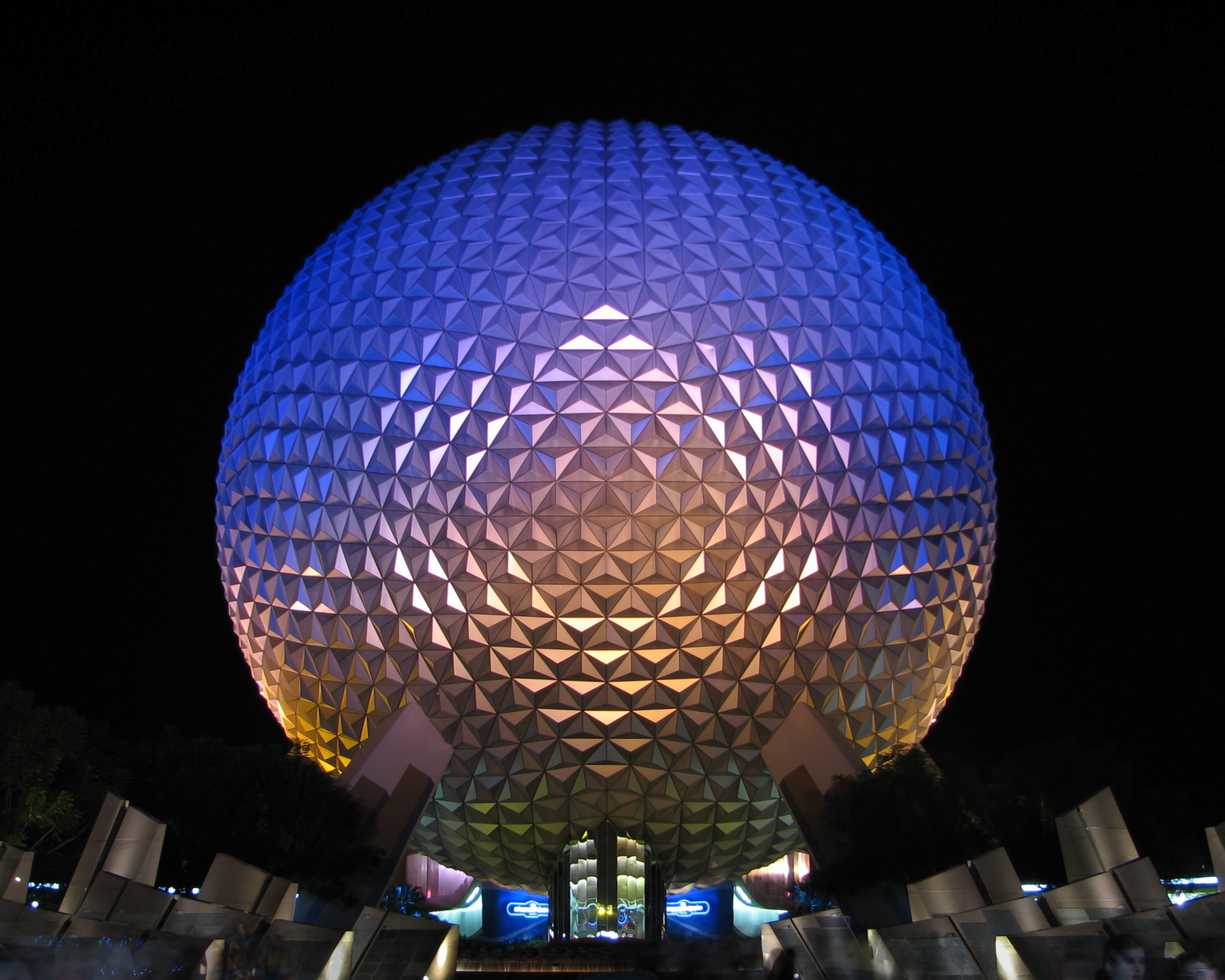
Космический корабль «Земля», символ Epcot

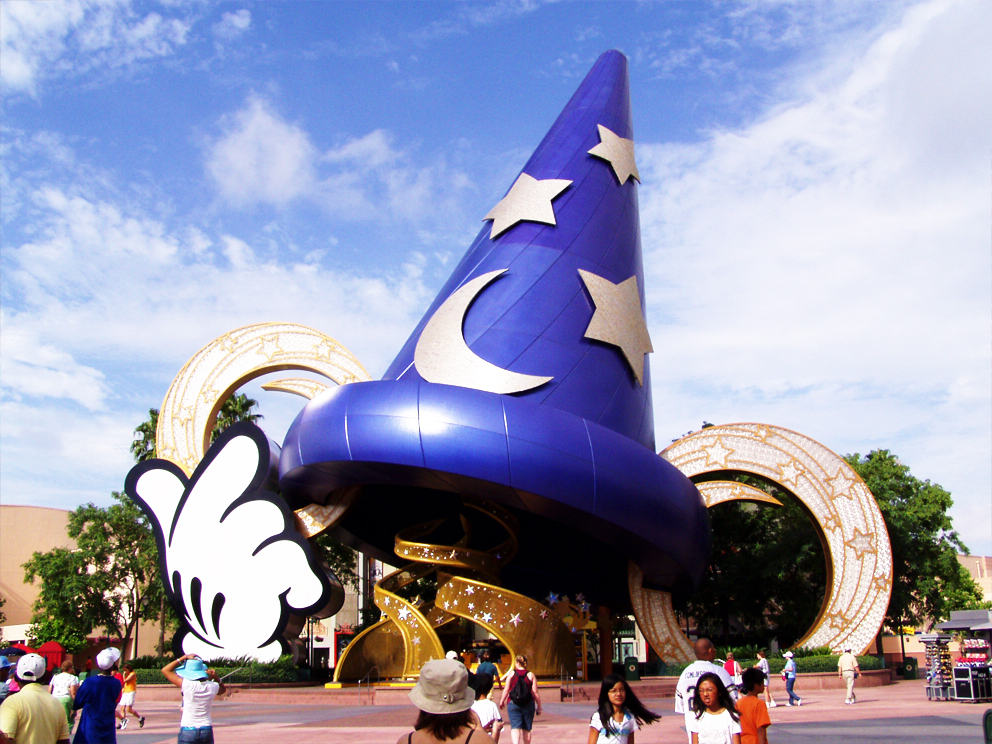
Шляпа мага — символ диснеевских голливудских студий

В 1959 году Walt Disney Productions под управлением Walt Disney начало поиск земли для второго парка для того, чтобы дополнить Диснейленд, открытый в Анахайме в 1955 году. Опросы показали, что только 2 % посетителей Диснейленда были с территорий восточнее реки Миссисипи, где проживало 75 % населения США. Кроме того, Диснею очень не нравились различные фирмы, выросшие вокруг Диснейленда как грибы после дождя. Он хотел иметь контроль над территорией гораздо большей для нового проекта.
Уолт Дисней осмотрел несколько мест в Орландо 22 ноября 1963 года. Перед этим он рассматривал Санфорд (Флорида) и обратился к совету города с просьбой разрешить строительство Дисней Уорлд в этом городе, однако ему отказали. Наблюдая хорошо развитую сеть дорог, включая запланированное строительство I-4, Флоридской платной трассы и Международный аэропорт Орландо на востоке, он тут же влюбился в это место. Дисней выбрал расположенное в центре место недалеко от Бэй Лейк. Дисней сосредоточился на «Проекте Флорида», где он купил землю для Disney World и до, и после участия в Нью-Йоркской выставке 1964—1965 гг., однако, он умер 15 декабря 1966 года, так и не увидев своей мечты законченной.
Чтобы избежать взрыва спекуляций с ценами на землю, Дисней использовал подставные компании и кооперативы, чтобы заполучить 11 100 га земли. Первый лот на 2 га был куплен 23 октября 1964 года компанией Ayefour Corporation (Ай Фор — каламбур на название трассы I-4). Другие компании также назывались с подтекстом, включая M.T. Lott Real Estate Investments (англ. empty lot  — свободный лот). Некоторые из этих названий запечатлены на окне над Главной улицей США в Волшебном Королевстве.
В мае 1965 года были осуществлены основные сделки по покупке земли в нескольких километрах на юго-запад от Орландо в Округе Оцеола. Два крупных участка общей стоимость $1,5 миллиона были выкуплены, в то время как более мелкие равнинные участки и пастбища для скота были скуплены компаниями с экзотическими названиями, такими как «Латиноамериканская Корпорация Развития и Управления» и «Корпорация Риди Крик Ранч». Вдобавок к трем крупнейшим кускам земли было куплено также множество маленьких участков, принадлежавших мелким собственникам.
Большинство земель были поделены на лоты по два гектара в 1912 году Компанией Munger Land и были проданы инвесторам. В основном собственники были рады избавиться от земель, которые были в основном болотами. Ещё одной проблемой были права на разработку полезных ископаемых на этих землях, принадлежавшие Университету Тафтса. Без передачи прав Тафтс имел право в любой момент потребовать снести здание для добычи полезных ископаемых.
После того, как большинство земель были выкуплены, информация о реальном владельце просочилась в газету Orlando Sentinel 20 октября 1965 года. Вскоре, 15 ноября, была организована пресс-конференция. Уолт Дисней рассказал о планах на эту территорию, включая EPCOT, Экспериментальный прототип сообщества будущего, который должен был стать футуристическим городом (также известен как Прогресс Сити). Однако планы на EPCOT кардинально изменились после смерти Диснея. EPCOT превратился в EPCOT Center, второй тематический парк в Дисней Уорлд, открытый в 1982 году. Концепция первоначального EPCOT была включена в коммуну Селебрэйшн сильно позднее.
Район дренажной системы реки Риди Крик был зарегистрирован 13 мая 1966 по главе 298 Закона Штата Флорида, который, кроме всего прочего, дает право отчуждать собственность в специальные Дренажные Районы. Для создания района необходимо только согласие собственников в пределах этого района.
Уолт Дисней умер 15 декабря 1966 года, не увидев исполнения мечты. Его брат и партнер по бизнесу Рой Оливер Дисней отложил свой выход на пенсию, чтобы проследить за первой фазой строительства центра развлечений. Компания Дисней работала с Робертом Хартом, Нью-Йоркским архитектором и основателем Hart Howerton, архитектурной компании, специализирующейся на строительстве на больших пространствах, для изменения первоначальных планов строительства парка. До этого Харт работал с компанией John Carl Warnecke & Associates, которая разработала проект мемориала Джона Кеннеди на Арлингтонском национальном кладбище
2 февраля 1967 года Рой Дисней провел пресс-конференцию в Парковом Театре в г. Уинтер-Парк, Флорида (15 км к северу от Орландо). Роль EPCOT была подчеркнута в фильме, показанном на пресс-конференции, последнем фильме, снятом Уолтом Диснеем перед его смертью. После показа было объявлено, что для успешности проекта Дисней Уорлд необходимо создание специального района — Улучшенный Район Риди Крик с двумя городами внутри, Бэй Лейк (Bay Lake) и Риди Крик (Reedy Creek) (ныне называемый Лейк Буэна Виста (Lake Buena Vista)). В дополнение к правам самоуправляющегося города, которые включают выпуск безналоговых облигаций, район должен иметь независимость от любых имеющихся или будущих законов округа и штата, связанных с использованием земли. Единственное, в чём район должен подчиняться округу и штату — это налоги на собственность и инспекции аттракционов.
Договор, создающий район и два города, был подписан 12 мая 1967 года. Флоридский Верховный Суд в 1968 году постановил, что район имеет право выпускать не облагаемые налогом облигации для публичных проектов в пределах района, несмотря на то, что единственным бенефициаром является Walt Disney Productions.
Вскоре началось строительство дренажных каналов, были построены первые дороги и Волшебное Королевство. Современный Отель Дисней, Полинезийский Курорт Дисней и Диснейский Пустынный Форт, Отель и Кемпинг были также закончены к моменту открытия парка 1 октября 1971 года. Поля для гольфа Пальма и Магнолия были открыты около Волшебного Королевства за несколько недель до открытия основного парка.
Рой Оливер Дисней открыл парк и сообщил, что он будет назван «Walt Disney World» (Мир Уолта Диснея) в честь своего брата. По его словам: «Все слышали об автомобилях Форд. Но все ли из них слышали о Генри Форде, который создал их? Уолт Дисней Уорлд назван в честь человека, создавшего это все, так что люди будут знать его имя до тех пор, пока Уолт Дисней Уорлд существует». Вскоре после открытия Рой Дисней спросил вдову Уолта, Лилиан, что она думает о Walt Disney World. Согласно биографу Бобу Томасу, она ответила «Я думаю, Уолт одобрил бы это»
Рой Дисней умер 20 декабря 1971 года, примерно через три месяца после открытия парка.
Впоследствии Компания «Уолт Дисней» открыла EPCOT Center в 1982 года тематический парк по упрощенному варианту идеи Уолта Диснея «коммуны будущего». Парк получил постоянное имя Epcot в 1996 году. В 1989 году прибавилась Дисней-MGM Студия, тематический парк, вдохновленный шоу-бизнесом и получивший имя Диснеевские Голливудские Студии в 2008 году. Четвёртый тематический парк, Царство животных Диснея, открылся в 1998 году.
Мэг Крофтон стала президентом Дисней Уорлд в августе 2006 года, заменив Ала Уайсса, который занимал эту должность с 1994 года.

## Местоположение
Несмотря на маркетинговые заявления и популярные заблуждения, Флоридский центр отдыха расположен не в пределах городских границ Орландо, а в отдельных городах Лейк Буэна Виста и Бэй Лейк около 34 км юго-западнее Орландо, в пределах округа Ориндж, с частью в соседнем Округе Оцеола. Бэй Лейк и Лейк Буэна Виста управляются Диснеем через Район Развития Риди Крик. Сегодня общая площадь Дисней Уорлд составляет 101 км². Общая площадь достигала 120 км², что приблизительно в полтора раза больше площади Манхэттена. С тех пор часть собственности была продана или отделена, включая земли, занятые построенной Диснеем коммуной Селебрэйшн.

## Посещаемость
В мае 2008 года отраслевой журнал «Park World» сообщил о следующих ожидаемых показателях за 2007, составленных Ассоциацией Экономических Исследований в сотрудничестве с TEA (бывшая Ассоциация Тематических Развлечений):
- Волшебное Королевство, 17 миллионов посещений (No. 1 в мире)
- Epcot, 10,9 миллионов посещений (No. 6)
- Диснеевские Голливудские Студии, 9,51 миллионов посещений (No. 7)
- Царство животных Диснея, 9,49 миллионов посещений (No. 8)

### Занятость
Когда было открыто Волшебное Королевство в 1971 году, в парке работало около 5500 человек. Сегодня количество работающих насчитывает 66 000, на зарплату которым уходит $1,2 млрд и $474 миллиона на страховые выплаты ежегодно. Являясь крупнейшим работодателем с единственным местоположением, Дисней Уорлд имеет более 3700 видов профессий. Парк также спонсирует и управляет Программой Колледжа Дисней Уорлда, программой стажировок, давая возможность американским студентам колледжей жить и работать в парке, давая самому парку работников «передней линии». Также существует Международная Программа Колледжа Дисней Уорлда, программа стажировок для студентов со всего мира.

### Обслуживание
30 марта 2004 года в статье в The Orlando Sentinel, тогдашний президент Дисней Уорлд Ал Уайсс дал некоторую информацию о том, как парк обслуживается:
- Более 5000 работников заняты обслуживанием и инженерией, включая 750 садоводов и 600 художников
- Дисней тратит более $100 миллионов ежегодно на обслуживание Волшебного Королевства. В 2003 году $6 миллионов было потрачено на реставрацию ресторана Хрустальный Дворец. 90 % посетителей считают, что содержание и чистота Волшебного Королевства отличное или очень хорошее.
- Улицы и парки очищаются паром каждую ночь.
- Существуют работники, единственной работой которых является раскрашивание старых карусельных лошадей; они используют настоящие золотые листы.
- В парке существует ферма по выращиванию деревьев, так что, когда старое дерево необходимо заменить, 30-летнее дерево будет готово его заменить.

### Транспорт

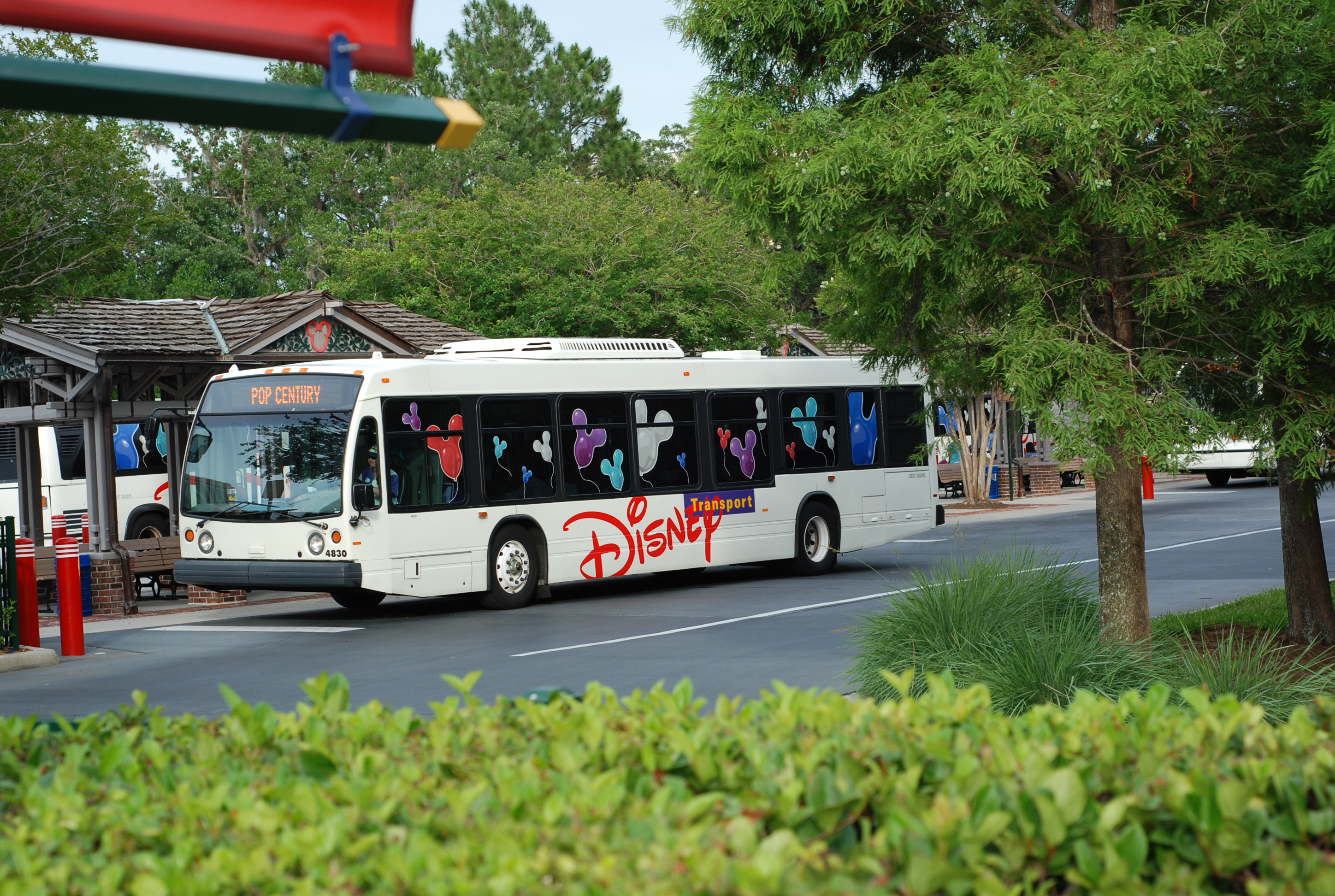
Диснеевский автобус — один из нескольких способов передвижения по Дисней Уорлд.

Целый автобусный парк под управлением Диснея, с брендом «Транспорт Диснея», доступен для посетителей бесплатно. Система спутникового GPS, управляющая новыми адресными системами на автобусах, дает информацию о безопасности, подсказки о парке и другие важные объявления, в том числе развлекательную музыку. «Транспорт Диснея» не следует путать с автобусами «Диснеевской Круизной Линии» и «Диснеевского Волшебного Экспресса», которые управляются Mears Transportation. Водное такси соединяет некоторые точки парка. Монорельсовая Система Дисней Уорлд также осуществляет перевозки по парку.
Раньше было 12 действующих монорельсовых поездов, однако из-за столкновения в июле 2009 года Розовый и Фиолетовый поезда перестали работать. Некоторые части этих поездов были использованы для создания нового Синего поезда, запущенного в ноябре 2009 года, сейчас количество монорельсовых поездов в парке — 11. Они работают на трех маршрутах, которые соединяются в Транспортном и Билетном Центре (TTC) рядом с парковкой у Волшебного Королевства. Одна линия осуществляет безостановочный экспресс-проезд в Волшебное Королевство, вторая линия соединяет TTC и Epcot. Третья линия соединяет TTC и Волшебное Королевство с несколькими отелями.

## Имя парка
В ходе первоначального планирования Уолт Дисней использовал имена «Проект Х», «Проект Флорида» и «Дисней Уорлд». Уолт Дисней был слишком занят выбором места и планами проекта в годы перед смертью. Скрытные имена были связаны с повышенной конфиденциальностью проекта в ходе начального планирования. После смерти Уолта Диснея Рой Дисней просто добавил имя «Уолт» в название «Дисней Уорлд» в качестве дани уважения своему брату.